# Phanaeus tridens
Phanaeus tridens es una especie de escarabajo del género Phanaeus, familia Scarabaeidae. Fue descrita científicamente por Arnaud en 2001.
Se distribuye por México, en la ciudad de Veracruz. Mide aproximadamente 15-20 milímetros de longitud.